# Peter Tatchell

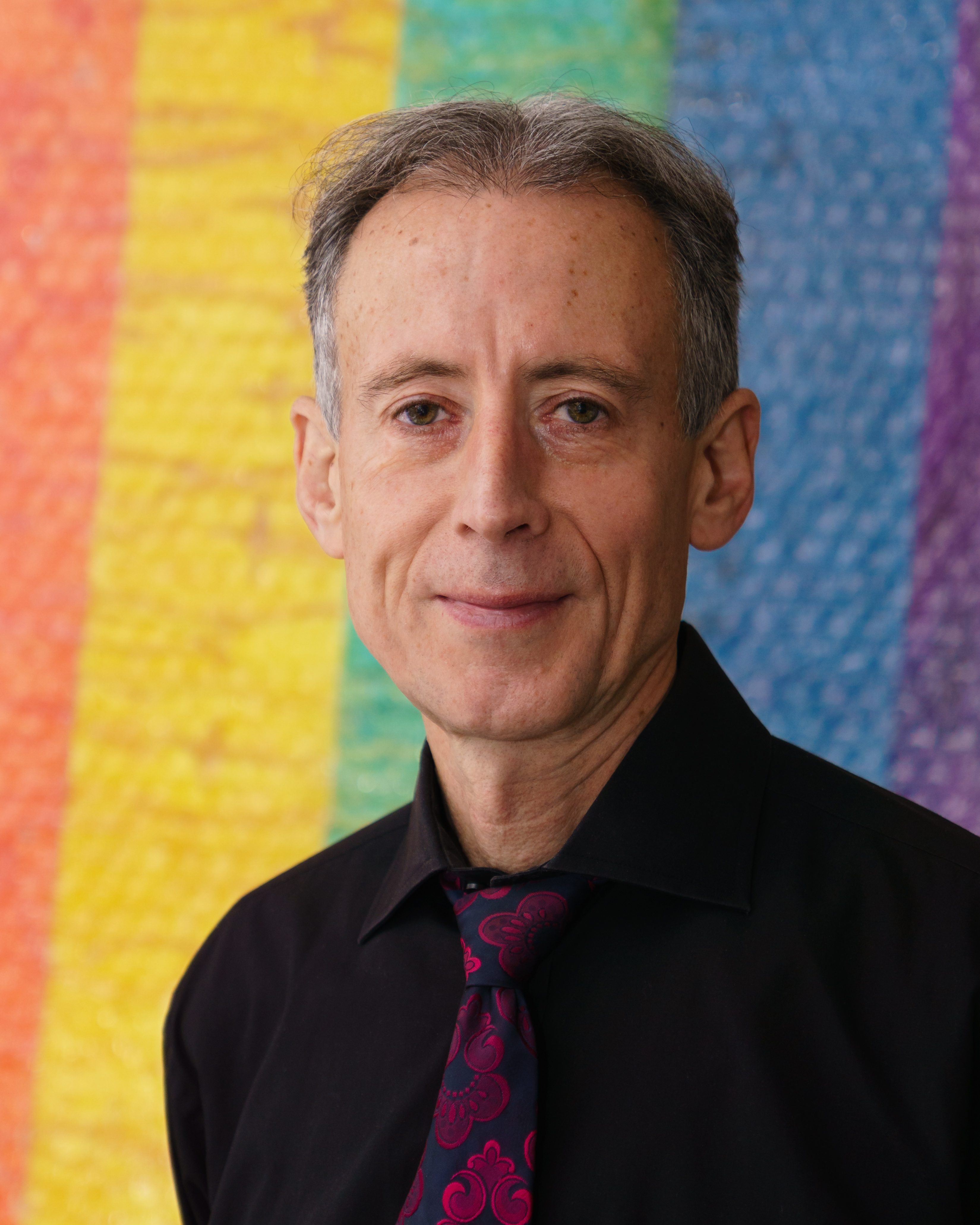
Peter Tatchell w 2016

Peter Tatchell (ur. 25 stycznia 1952 w Melbourne) – brytyjski polityk, dziennikarz i działacz praw człowieka pochodzenia australijskiego. Jeden z założycieli OutRage!

## Życiorys
W działalność społeczną zaangażował się w 1967 w Australii, walcząc o prawa Aborygenów, przeciw karze śmierci i działając w ruchu przeciw wojnie w Wietnamie. W 1971 przeniósł się do Londynu, gdzie ukończył socjologię na Polytechnic of North London. Jednocześnie był aktywistą Gay Liberation Front.
W latach 1978–2000 należał do Partii Pracy, w której reprezentował lewe skrzydło. Był kandydatem laburzystów w wyborach uzupełniających w okręgu Bermondsey w wyborach uzupełniających w 1983, przegrywając z kandydatem Partii Liberalnej Simonem Hughesem. W kampanii wyborczej kandydat liberałów odwoływał się do homofobicznych aluzji, aby zdyskredytować konkurenta.
Był współzałożycielem londyńskiego oddziału Act Up – organizacji walczącej o prawa osób chorych na AIDS (w 1989) oraz OutRage! – organizacji sprzeciwiającej się homofobii (w 1990). Dwukrotnie (w 1999 i 2001) usiłował dokonać obywatelskiego aresztowania prezydenta Zimbabwe Roberta Mugabe, został przy tym pobity przez jego ochroniarzy. W maju 2007 został pobity podczas marszu LGBT w Moskwie Moscow Pride.
W 2004 wstąpił do Partii Zielonych Anglii i Walii. W 2007 został nominowany jako kandydat Zielonych w następnych wyborach do Izby Gmin w okręgu Oxford East. 16 grudnia 2009 ogłosił, że rezygnuje z kandydowania z powodu złego stanu zdrowia.
W 2010 ostro skrytykował papieża Benedykta XVI i Watykan za usiłowanie ukrycia homoseksualizmu XIX-wiecznego kardynała angielskiego Johna Newmana i decyzje usunięcia szczątków kardynała z jego wspólnego grobu ze swoim partnerem, ks. Ambrożym St. Johnem.
Jest regularnym komentatorem „Guardiana”. W 2010 University of Sussex przyznał mu doktorat honoris causa za działalność na rzecz praw człowieka.